# Мур, Кеннет Стрэт
Кеннет Стрэт «Кен» Мур (англ. Kenneth Strath „Ken“ Moore; 17 февраля 1910, Балкаррес, Саскачеван — 8 декабря 1982, Виннипег, Манитоба) — канадский хоккеист и хоккейный тренер, чемпион зимних Олимпийских игр 1932 года (и по совместительству чемпион мира) в составе сборной Канады.

## Биография

### Карьера игрока
Играть в хоккей начал в Реджайне, первой наградой Кена стала выигранная медаль Эйлерса, которой награждался лучший хоккеист юниорской хоккейной лиги Реджайны. Увлекался лакроссом, бейсболом, регби и баскетболом. Учился в колледжах Кэмпиона и Реджайны, получая стипендию спортсмена, был капитаном хоккейных и регбийных команд.
В сезоне 1929/1930 Кеннет Мур выиграл Мемориальный кубок в составе клуба «Реджайна Пэтс», а также стал чемпионом Канады среди юниоров, отметившись победной шайбой в решающей игре за 40 секунд до конца матча. С сезона 1930/1931 играл за команду «Виннипег», выиграв с ней кубок Аллана. Выступил на зимних Олимпийских играх 1932 года (клуб стал фактически канадской сборной), забросил одну шайбу в игре против Польши и завоевал титул олимпийского чемпиона, а вместе с ним и титул чемпиона мира. В 1936 году в составе команды «Кимберли Дайнамайтерз» выиграл Кубок Аллана, однако был по непонятным причинам исключён из заявки на чемпионат мира 1937 года.

### Карьера тренера
После завершения игровой карьеры стал тренером клуба «Сэйнт-Бонифейс Атлетикс» в Ассоциации любительского хоккея Манитобы, а затем тренировал клуб «Сэйнт-Джеймс Канадианс».

### Семья
Третий из восьми детей в семье (всего до совершеннолетия дожили четверо детей). Имел индейские корни: старшие братья умерли, не дожив до совершеннолетия, и по этой причине его семья переехала из Балкарреса в Реджайну. Супруга — Эдит Мэ Макдугалл. Дочь, два внука и один правнук.

## Память
В 2004 году Мур был посмертно включён в Спортивный зал славы Манитобы как член команды 1931 года «Виннипег». Аналогично при жизни в 1976 году его включили в Спортивный зал славы Британской Колумбии как игрока «Дайнамайтерз» 1936 года. Несмотря на титул олимпийского чемпиона, в Спортивный зал славы Канады его не удалось включить.

## Достижения

### Клубные
- Победитель Мемориального Кубка: 1930 (Реджайна Пэтс)
- Победитель Кубка Аллана: 1931 (Виннипег Виннипегс), 1936 (Кимберли Дайнамайтерз)

### В сборной
- Олимпийский чемпион: 1932
- Чемпион мира: 1932

### Личные
- Член Спортивного зала славы Манитобы: 2004